# Super Témoin
Pour plus de détails, voir Fiche technique et Distribution.
Super Témoin (La supertestimone) est un film italien réalisé par Franco Giraldi et sorti en 1971.
Pour ce film, Monica Vitti a reçu le Globe d'or de la meilleure actrice en 1971.

## Synopsis
Marino Bottecchia, dit Mocassino, vit aux crochets de Tiziana, une prostituée. Lorsque Tiziana est retrouvée assassinée, la première personne soupçonnée du crime est Marino lui-même, mais il clame son innocence et fournit aux enquêteurs un alibi en béton. C'est alors qu'intervient Isolina Pantò, gardienne d'enfant dans une crèche et ancienne servante dans un couvent. Isolina, extravagante et complexe, se retrouve seule après avoir été abandonnée par le seul homme de sa vie. Ayant reconnu Marino grâce aux photos publiées dans les journaux, elle démolit son alibi en l'identifiant comme l'homme qui était présent sur la scène du crime et le fait condamner à 20 ans de prison.
Au fil du temps, prise de doutes sur le jour où elle a vu Marino sur la scène du crime, Isolina se rétracte et Marino parvient à faire réduire sa peine à quatre ans. Pendant son emprisonnement, Marino reçoit l'attention et l'aide d'Isolina. Désireuse de se faire pardonner de l'avoir fait condamner par erreur, elle lui apporte tous les objets dont il a besoin en prison. Ils finissent par tomber amoureux et ils se marient alors que Marino est encore en prison. Mais ils ne peuvent pas passer la nuit de noces ensemble et le manque de relation charnelle pèse sur Mocassino. Le gardien de prison, qui a des vues sur Isolina, propose alors d'arranger un rendez-vous entre Marino et elle dans l'infirmerie de la prison, mais exige en échange de pouvoir passer lui-même un moment avec Isolina. Marino accepte mais pendant le rendez-vous, le gardien boucle Marino dans une cellule et abuse d'Isolina. Le lendemain matin, Marino reproche à Isolina de n'avoir pas résisté aux avances du gardien alors qu'Isolina lui conjure qu'elle n'y a pas pris de plaisir, et qu'elle l'a fait en pensant à lui.
Lorsqu'il sort de prison, sans grande conviction, Marino se met à la recherche d'un emploi, mais finit par retourner dans la pègre, obligeant sa femme à se prostituer. Mais lorsqu'elle commence à s'attacher à l'un des clients, Marino menace de lui faire subir la même fin que celle qu'il a lui-même réservée à Tiziana.

## Fiche technique
- Titre italien : La supertestimone[2]
- Titre français : Super Témoin ou C'est lui l'assassin[3]
- Réalisation : Franco Giraldi
- Scénario : Tonino Guerra, Ruggero Maccari, Luisa Montagnana
- Photographie : Carlo Di Palma
- Montage : Ruggero Mastroianni
- Musique : Luis Bacalov
- Décors : Gianni Polidori (it)
- Production : Pio Angeletti (it), Adriano De Micheli (it)
- Société de production : Dean Film
- Société de distribution : Titanus
- Pays de production :  Italie
- Langue de tournage : italien
- Format : Couleur (Technicolor) - 1,66:1 - Son mono - 35 mm
- Durée : 111 minutes (1h51)
- Genre : Comédie à l'italienne, Comédie dramatique
- Dates de sortie :
  - Italie : 17 mars 1971
  - France : 26 juin 1974[3]

## Distribution
- Monica Vitti : Isolina Pantò
- Ugo Tognazzi : Marino Bottecchia
- Orazio Orlando : Le gardien de prison
- Véronique Vendell : La sœur d'Isolina
- Filippo De Gara (it) : L'inspecteur
- Franco Balducci : Un détenu
- Nerina Montagnani : La mère d'un détenu
- Roy Bosier (de) : Un détenu
- Ennio Antonelli : Un témoin